# Томашевич, Стана
Стана Томашевич-Арнесен (серб. Стана Томашевић, Stana Tomašević; 28 апреля 1921, Бар, Королевство сербов, хорватов и словенцев — 1983, Белград, СФРЮ) — югославская партизанка, первая югославская женщина-посол.

## Биография
Родилась 28 апреля 1921 в г. Бар (Черногория) в семье офицера (с 1929 года семья жила в Косово). Училась в школе в Косовска-Митровице, Цетине и Сараево. С августа 1940 года работала учительницей в селе под г. Плевля.
После оккупации Югославии вместе с братом Душаном (позже убитом четниками) в июле 1941 года вступила в ряды народно-освободительной армии и приняла активное участие в антифашистском партизанском движении. Член компартии с июля 1941 года.
Сначала сражалась в партизанском батальоне «Йован Томашевич», затем в 4-й пролетарской черногорской ударной бригаде. Стала одной из первых военнослужащих-женщин-политкомиссаров. Занимала посты члена бюро комитета КПЮ Цетине, члена райкома КПЮ Которского залива, члена политотдела партизанской бригады, секретаря комитета коммунистической молодёжи Черногории и члена черногорского Бюро коммунистической партии.
Во время войны была дважды ранена, дослужилась до звания полковника. Её батальон сыграл важную роль в защите боснийского города Дрвар в мае 1944 года, когда немецкие войска в ходе спецоперации попытались захватить партизанское руководство во главе с Иосипом Броз Тито.
Была делегатом Антифашистского веча народного освобождения Югославии в ноябре 1942 года, открывала 2-й съезд Объединённого союза антифашистской молодёжи Югославии в 1944 году в Дрваре, центре освобождённой территории страны. После встречи там с Рэндольфом Черчиллем, сыном премьер-министра Британии Уинстона Черчилля и серии фотографий, сделанных британским военным фотографом Джоном Тэлботом, быстро стала одним из символов югославского партизанского антифашизма. Её фотографии появились в мировой, в частности, в советской прессе. Фотография с её изображением была на листовке, призывавшей молодёжь Европы последовать примеру молодёжи Югославии, которую разбрасывала над оккупированными территориями союзническая авиация. Этот образ также вдохновил норвежского художника Арне Таральдсена сделать пропагандистскую антифашистскую листовку норвежского движения сопротивления.

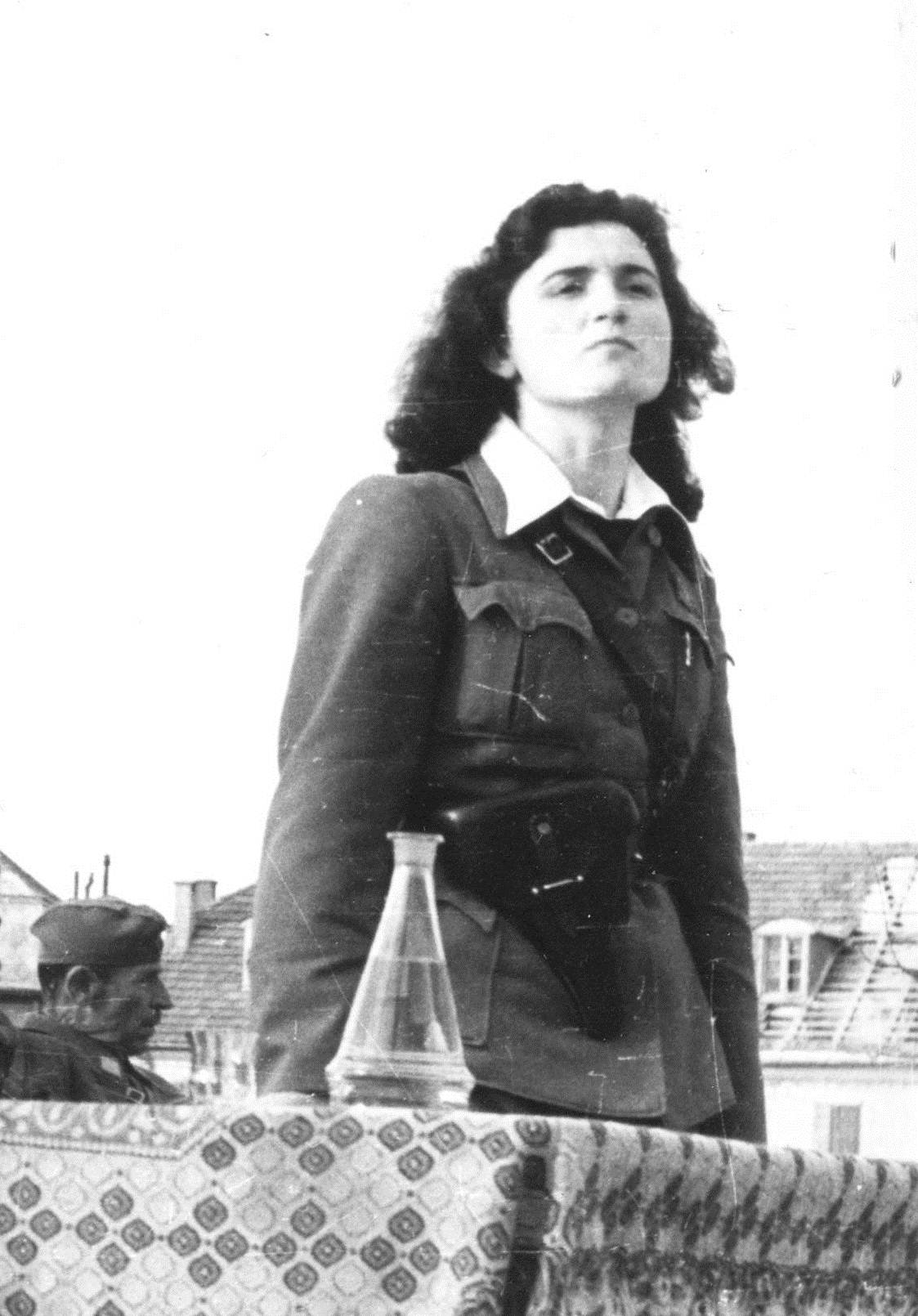
С.Томашевич на митинге в Никшиче. 1944 г.

Окончание войны встретила в Белграде. Во время лечения пережила тяжёлое осложнение после переливания крови, что стало причиной тяжёлого заболевания, позже вызвавшего рак печени. После выздоровления была членом бюро Центрального комитета Лиги коммунистической молодежи Югославии, а затем и Национальной молодежи Югославии.
В 1954 году окончила философский факультет Белградского университета.
С 1949 по 1958 год была начальником сектора образования в отделе агитации и пропаганды ЦК КПЮ, а с 1958 по 1963 год — помощником секретаря ЦК КПЮ по труду и трудовым отношениям Мома Марковича.
В 1963 году перешла на дипломатическую работу, став первой в истории Югославии женщиной-послом. В 1963—1967 годах была послом в Норвегии и Исландии (по совместительству).
В 1967 году избрана депутатом Федерального собрания и была председателем Комитета по иностранным делам Народного вече (одна из палат) Союзной скупщины. В 1973 году стала одной из главных фигур в кампании по выдвижению Иосипа Броз Тито на Нобелевскую премию мира.
С 1974 по 1978 год была послом в Дании. Вернувшись в Югославию, стала президентом Союзного веча Союзной скупщины СФРЮ (1979—1982 годы). Была избрана членом ЦК СК Черногории, а также была председателем Комиссии по сохранению революционных традиций Федерального совета Социалистического союза трудового народа Югославии.
Была замужем за норвежским режиссером Е. Арнесеном (познакомилась с ним в свою бытность послом в Норвегии), который умер в 1969 году.
Умерла летом 1983 года от рака, похоронена на Аллее героев Нового кладбища в Белграде.
Награждена орденами и медалями Югославии, Норвегии, Дании, Италии, Нидерландов и Люксембурга. В её честь названа одна из улиц в Подгорице.